# 年輕人報
《年輕人報》（越南语：／），又譯《青年報》，是越南主要報章之一，由越南共产党的青年组织胡志明共产主义青年团在胡志明市的支部發行。現時此報是该国最受歡迎的報章，2007年時的日均发行量为450,000份。《年輕人報》分別設有印刷版的日報、周刊以及半月刊，線上版則有越南文及英文版本。

## 概要
《年輕人報》創刊於1975年9月2日，早期每週發行三份，2000年9月1日起在星期五也發行，2006年4月2日起成為日報。2003年1月12日開設網上版《年輕人報》，2010年6月18日開設英文版網頁。
《年輕人報》總部在胡志明市富润郡第九坊黃文樹街60A號，位處新山一國際機場附近，並於河內市、乂安省、順化市、岘港市、歸仁市、芽莊市、大叻市及芹苴市設有分部。

## 立場
雖然《年輕人報》仍是胡志明共青團的喉舌，但英国广播公司（BBC）認為此報立場偏向改革派，而該報亦曾經與中央政府發生矛盾。
1991年，《年輕人報》刊文披露胡志明曾在中國與曾雪明結過婚的消息，其總編武金杏隨即被撤職。 
2000年，該報曾在胡志明市內進行調查，結果顯示比尔·盖茨在當地年輕人之間比胡志明更受尊敬。其後這期報章被中央下令銷毀，涉事的三名編輯亦被撤職。
2005年，该报发表了一系列關於裕利醫藥（Zuellig Pharma）壟斷市场的调查文章，製作該報導的記者蘭英被解聘。
2018年7月，越南新聞媒體局基於该报于2018年6月19日一篇引用國家主席陈大光同意制定有关抗议活动的新法律的文章「失實」及「造成重大影響」，以及另一篇2017年5月26日的读者评论「損害國家團結」，下令《年輕人報》線上版暫停運作3个月，并罚款其2.2億越南盾。

## 外部鏈結
- 官方网站（越南文）
- 官方网站（英文）
- 年輕人報TV （页面存档备份，存于）
- 年青人報半月刊 （页面存档备份，存于）